# Bledius subniger
Bledius subniger är en skalbaggsart som beskrevs av Schneider 1898. Bledius subniger ingår i släktet Bledius, och familjen kortvingar. Arten har ej påträffats i Sverige.